# Smörgåsbord

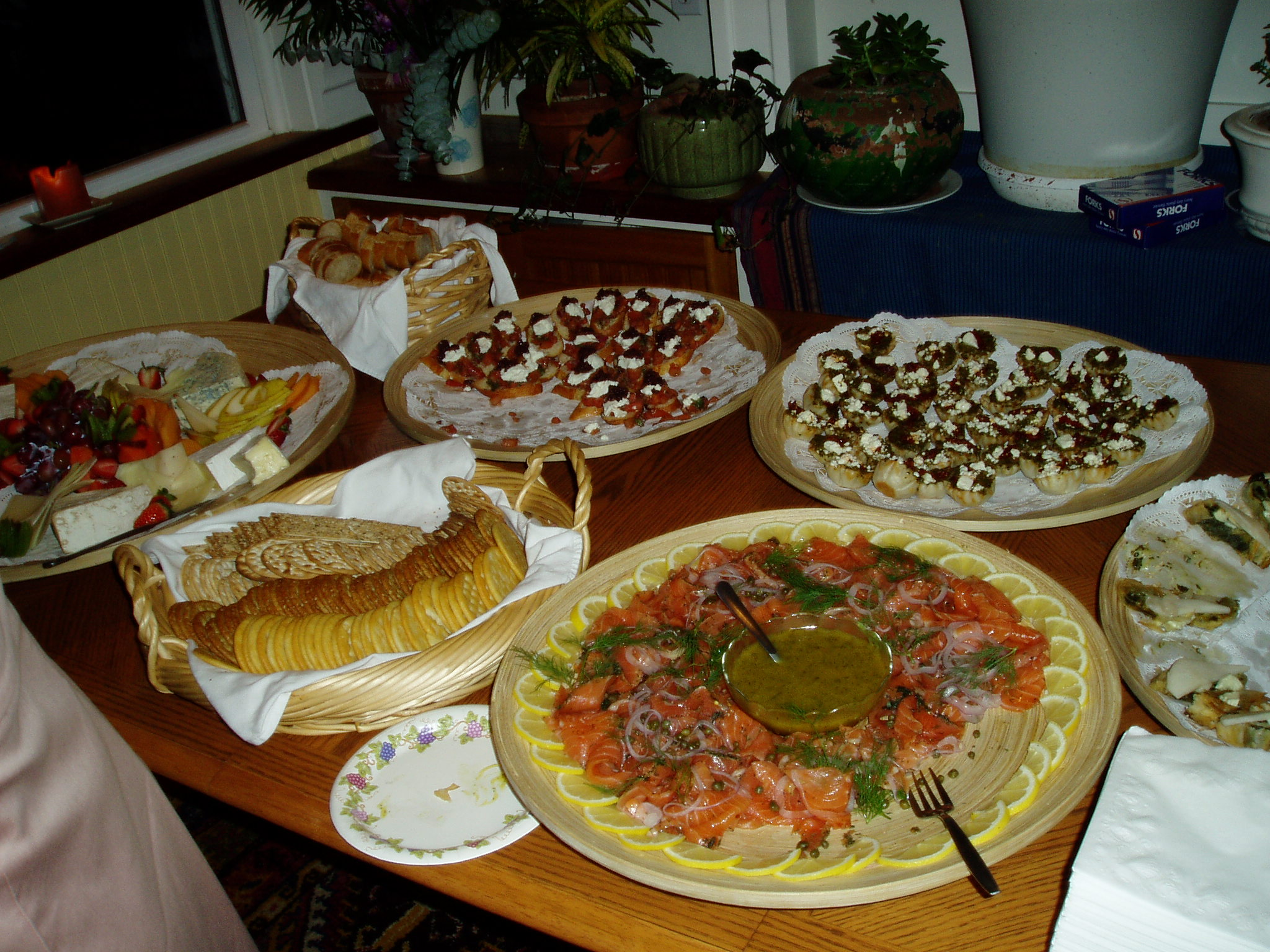
Smörgåsbord mit Hauptgerichten

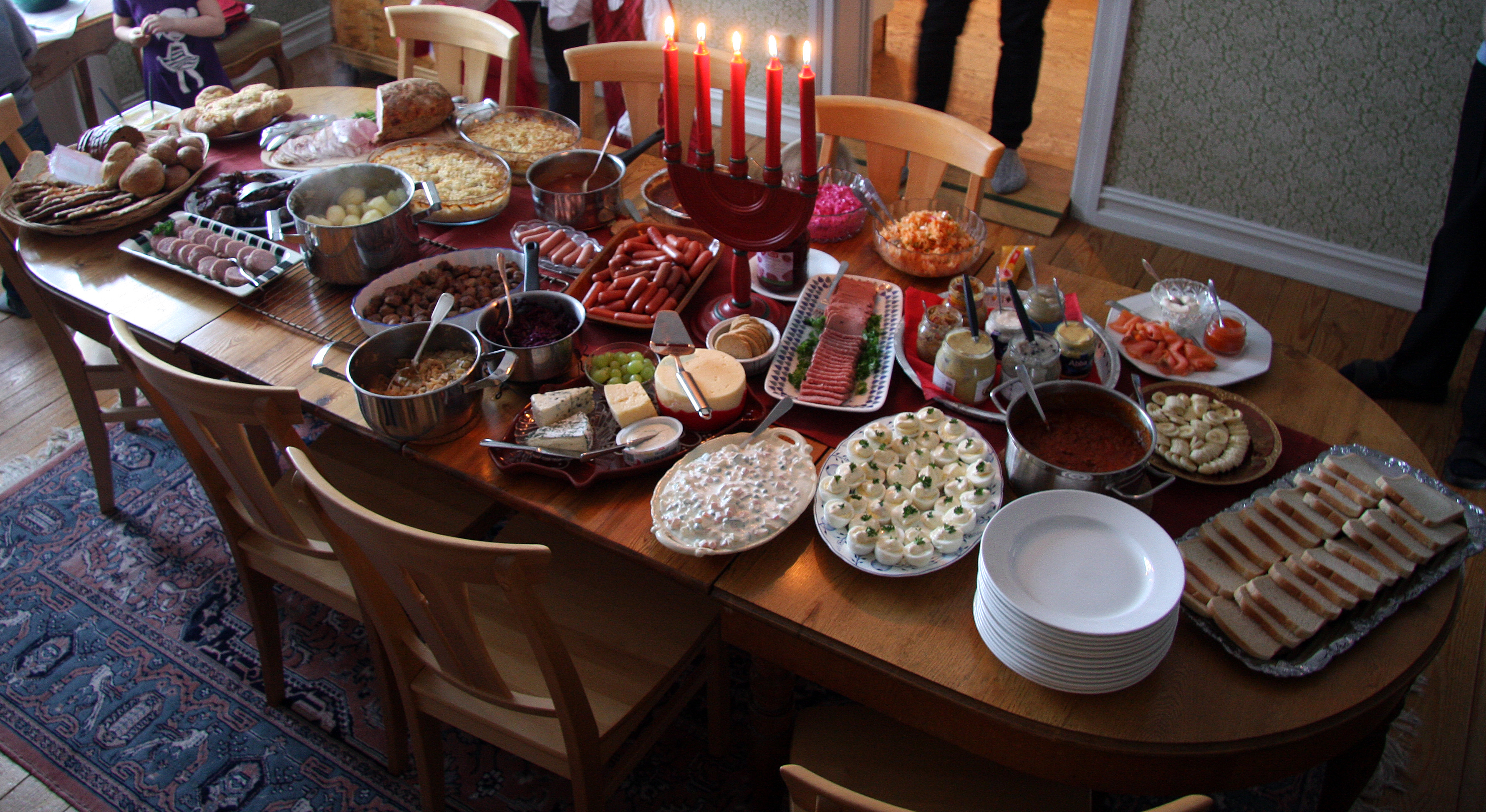
Julbord

Smörgåsbord ([ˈsmœrɡɔsˌbuːɖ] ⓘ) ist ein schwedisches Buffet, das in Gaststätten und bei privaten Feierlichkeiten angeboten wird. Das Wort smörgåsbord kommt von smörgås „Butterbrot“ und bord „Tisch“, wobei der Wortursprung von smörgås (wörtlich Buttergans) aus der Zeit stammt, als noch selbst gebuttert wurde. Die Butterflocken, die beim Buttern an die Oberfläche stiegen, glichen weißen Gänsen (gås).
Das Buffet besteht aus kalten und warmen Speisen. Die Gäste bedienen sich selbst. Ein traditionelles smörgåsbord beginnt mit unterschiedlichen Fischhappen, wie Graved Lachs (gravad lax), geräuchertem Lachs (rökt lax), eingelegtem Hering (inlagd sill) und geräuchertem Aal (rökt ål). Im Hauptteil des smörgåsbord werden warme Gerichte angeboten, wie die traditionellen Fleischbällchen (köttbullar), Rippchen (revben), Würste (korvar), beispielsweise Isterband und Falukorv, Gratiniertes (gratänger) und Omeletts (omeletter). Dazu gibt es Kartoffeln, Bratkartoffeln und Sauce sowie kalten Aufschnitt und immer verschiedene Knäckebrot- und Brotsorten mit Butter. Im dritten Teil findet man Käse und Cracker und zum Abschluss eine Nachtischabteilung mit Früchten und Kuchen.
Eine besonders festliche Form des smörgåsbord ist das julbord, das in der Zeit des Julfestes (jul heißt Weihnachten) bei vielen Familien am 24. Dezember beliebt ist. Dabei werden zusätzlich besondere Köstlichkeiten wie etwa der julskinka („Weihnachtsschinken“) serviert.
Im Englischen wird smorgasbord als Synonym für eine bunte Mischung oder ein Sammelsurium verwendet.